# Selianitika
Selianitika (grekiska: Σελιανίτικα) är en grekisk kustnära by som ligger i norra Peloponnesos 187 km väster om Aten och nästan 30 km öster om Patras. Selianitika och den närliggande byn Longos delar en vacker strand som är ca 1,5 km lång. Båda byarna är bland de mest populära destinationerna i Achaia under sommarmånaderna. Byn hade en befolkning på 1147 år 2001 och ligger i kommunen Aigialeia och kommundelen Sympoliteia.